# Hans Schimank
Hans Friedrich Wilhelm Erich Schimank (Berlim, 17 de março de 1888 – Hamburgo, 25 de agosto de 1979) foi um físico e historiador da ciência alemão.

## Vida
Após o Abitur em 1909 Hans Schimank começou a estudar na Universidade Friedrich-Wilhelms. Em 1914 obteve um doutorado, orientado por Walther Nernst, com a tese Über das Verhalten des elektrischen Widerstandes von Metallen bei tiefen Temperaturen. Durante a Primeira Guerra Mundial esteve na Militärversuchsamt em Berlim. A partir de 1919 lecionou física, matemática e química em Hamburgo, aposentando-se em 1957. Em 1920 casou com a química Margaretha Jahn (1890–1983).  
Paralelamente a suas atividades pedagógicas trabalhou com história da ciência. Publicou dentre outros diversos trabalhos sobre Otto von Guericke, sendo reconhecido como um especialista sobre sua vida e obra. Desde 1942 foi Professor da Universidade de Hamburgo, onde foi em 1960 um dos fundadores do Institut für Geschichte der Naturwissenschaften, sendo seu primeiro diretor Bernhard Sticker. Schimank foi membro de diversas sociedades científicas, dentre outras a Verein Deutscher Ingenieure, a Deutsche Physikalische Gesellschaft e a Georg-Agricola-Gesellschaft zur Förderung der Geschichte der Naturwissenschaften und der Technik. Em 1947 foi um dos membros fundadores da Joachim-Jungius-Gesellschaft der Wissenschaften. Foi desde 1949 membro da Academia de Ciências de Braunschweig.
Hans Schimank recebeu diversos prêmios e reconhecimentos, dentre outros foi em 1963 doutor honoris causa da Universidade de Frankfurt e recebeu em 1969 a Medalha Grashof da Verein Deutscher Ingenieure.

## Obras
- Zur Geschichte der exakten Naturwissenschaften in Hamburg: von der Gründung des Akademischen Gymnasiums bis zur ersten Hamburger Naturforschertagung (1928)
- Johann Wilhelm Ritter: der Begründer der wissenschaftlichen Elektrochemie (1933)
- Otto von Guericke: Bürgermeister von Magdeburg, ein deutscher Staatsmann, Denker und Forscher (1936)
- Mittel und Wege wissenschaftlicher, insbesondere naturwissenschaftlicher Überlieferung bis zum Aufkommen der ersten wissenschaftlichen Zeitschriften. In: Sudhoffs Archiv 36, 1943, S. 159–182
- Die Bedeutung der geschichtlichen Forschung in Naturwissenschaft und Technik für den Aufbau unseres Bildungswesens nebst Vorschlägen für ihre Förderung (1951)
- Der Ingenieur: Entwicklungsweg eines Berufes bis Ende des 19. Jahrhunderts  (1961)
- Epochen der Naturforschung: Leonardo, Kepler, Faraday (1964)
- Physik und Chemie im 19. Jahrhundert: ihre Ausgangspunkte, Fortschritte und Ziele (1970)
- Gudrun Wolfschmidt (Ed.): Hans Schimank (1888–1979): Ausgewählte Schriften. Tredition, Hamburg 2009, ISBN 978-3-86850-424-8.